# The Adventure of the Empty House
The Adventure of the Empty House (Brasil e Portugal: A casa vazia) é um dos treze contos que fazem parte do livro The Return of Sherlock Holmes (1903) do escritor Arthur Conan Doyle e que ao todo somaram 56 contos.

## Circunstâncias
Esta é a primeira aventura de Sherlock Holmes após sua suposta morte nas Cataratas de Reichenbach, episódio de "The Final Problem" posteriormente recontado. Doyle havia desistido do personagem e por isso o matou mas o retomou por pressão dos ávidos leitores.

## Enredo

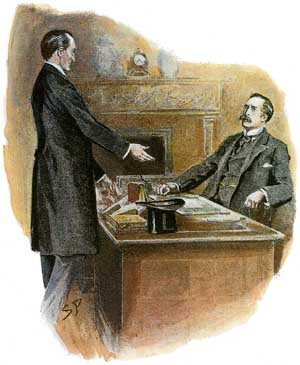
Uma surpresa para Watson.

### Assassinato de Ronald Adair
A história começa com o assassinato em Park Lanes de Ronald Adair, filho de um oficial da colônia da Austrália. As autoridades não divulgam o nome da família e se veem perplexas com o mistério: Ronald Adair não tinha inimigos, exceto os de algumas vitórias em jogatinas, mas nada muito peculiar, e foi encontrado em seu quarto, aparentemente morto ao examinar contas conforme supôs a polícia. Ronald era jogador e frequentava clubes e embora não apostasse muito uma vez ganhara £420 numa parceira com um homem chamado Coronel Moran. Não havia indícios de roubo da casa. A porta do quarto estava fechada por dentro. A janela estava aberta, mas ficava numa altura considerável do chão, cerca de seis metros, sem sinal de que o assassino tivesse escapado por ali. Também não havia sinais de distúrbio no quarto. Adair levara um tiro na cabeça, mas nenhum dos vizinhos ouvira o barulho do disparo. O doutor Watson se interessara pelo crime e resolve ir ao local e se depara com uma figura estranha, um velho deformado que carrega livros. Logo depois essa figura se revela como o próprio Sherlock Holmes, para assombro do velho doutor.

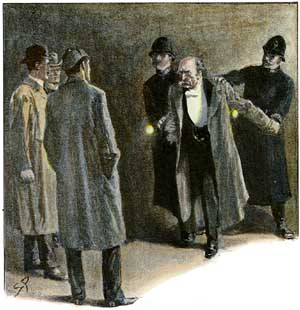
Sebastian Moran é preso.

### A ausência de Holmes
Holmes conta os acontecimentos nas cataratas e como fora na verdade sua luta com o Professor Moriarty. Holmes pretendia enganar e impedir a vingança da confederação criminosa do seu inimigo. Mas ao perceber que os bandidos sabiam que continuava vivo ao atentarem contra sua vida, Holmes resolvera fugir.
Holmes disse que viajara para vários lugares por dois anos: Florença, Tibete, depois se passou por um explorador norueguês chamado Sigerson. Ao chegar na Pérsia ele visitara Meca e foi ver o Califa em Cartum. Antes de voltar, realizou pesquisas químicas na França. Ao saber do assassinato de Adair, Holmes voltou para Londres. Apenas o irmão de Holmes, Mycroft, além dos capangas de Moriarty sabiam que ele estava vivo. Holmes parece saber que vão atentar novamente contra sua vida e aluga uma casa vazia em frente ao seu escritório, deixando um busto de cera que simula seu perfil na janela.